# Vilșanka, Sumî
Vilșanka (în ucraineană Вільшанка) este un sat în comuna Velîka Cerneciciîna din raionul Sumî, regiunea Sumî, Ucraina.

## Demografie
Componența lingvistică a localității Vilșanka
     Ucraineană (92,98%)
     Rusă (7,02%)
Conform recensământului din 2001, majoritatea populației localității Vilșanka era vorbitoare de ucraineană (92,98%), existând în minoritate și vorbitori de rusă (7,02%).